# Arquitectura mexica

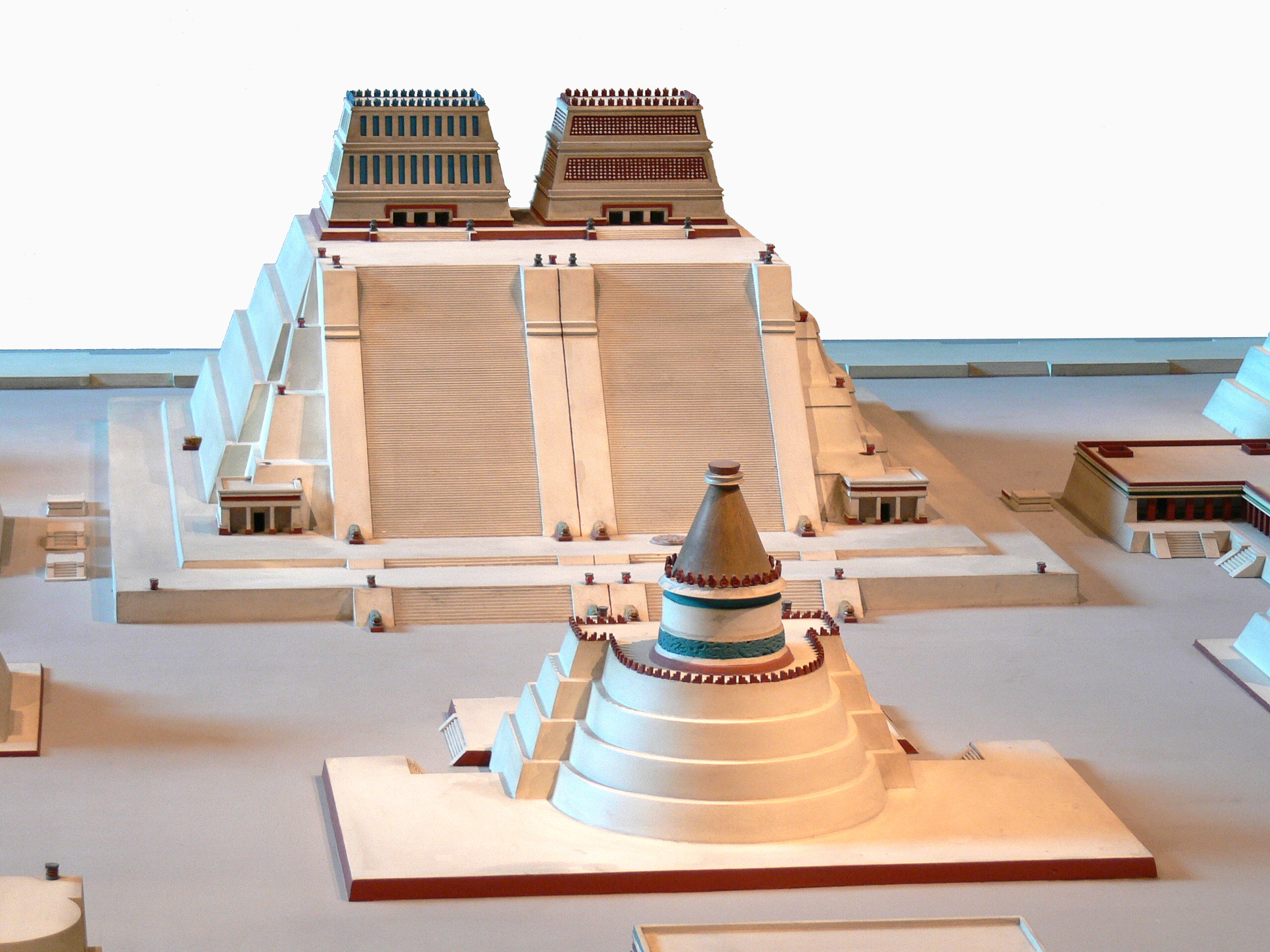
Reconstrucción del Templo Mayor de México-Tenochtitlan. MNA.

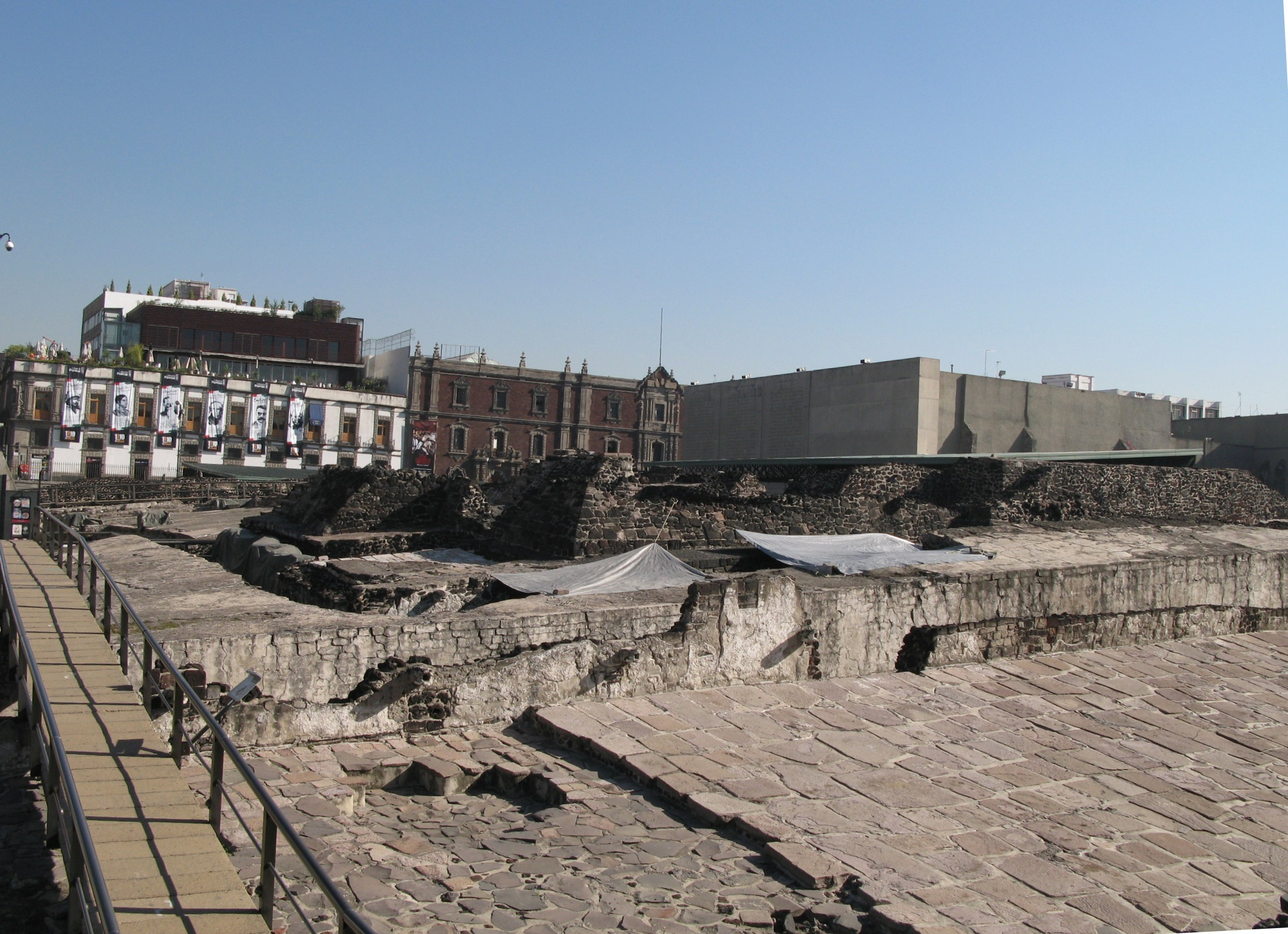
Ruinas del Templo Mayor de Tenochtitlan.

La arquitectura mexica es una forma tardía de arquitectura mesoamericana desarrollada por la civilización mexica. Gran parte de lo que se sabe sobre este estilo arquitectónico procede de las estructuras que aún se conservan. Estas estructuras han sobrevivido varios siglos gracias a los resistentes materiales utilizados y a la habilidad de los constructores. La mayor parte de la arquitectura civil se concentraba en el centro de las ciudades mexicas. Sin embargo, muchas ciudades tenían áreas ceremoniales suplementarias más pequeñas.

## Influencias
La arquitectura mexica refleja la migración de los nahuas por el actual México. El estilo de las primeras pirámides mexicas se vio influenciado por el de las sociedades mesoamericanas del Epiclásico y Posclásico. La arquitectura mexica influyó posteriormente en los estilos mesoamericanos posteriores. Como escribe Manuel Aguilar-Moreno, "la arquitectura mexica estuvo muy influenciada por la tolteca de Colhuacan, la tepaneca de Azcapotzalco y la acolhua de Tetzcoco".: 217  Es importante señalar que, dado que el Imperio azteca se construyó en gran medida mediante la conquista, los mexicas tuvieron el reto de incorporar a los grupos étnicos de las regiones que conquistaron en un imperio unificado. Al tener un estilo arquitectónico distintivo, el Imperio Azteca pudo promover su visión del mundo y mostrar el poder del ejército del Imperio.: 218 
Los mexicas se centraban en la cosmología, la astronomía y la religión como principales fuentes de inspiración. Las creencias religiosas mexicas se reflejan en los diseños de las estructuras religiosas y domésticas. Las investigaciones sobre la importancia de la alineación de los edificios en la cultura azteca han demostrado que las fechas de los amaneceres y atardeceres a lo largo de la orientación arquitectónica presentan un patrón de intervalos separados que son en gran medida múltiplos de 13 y 20 días. Este detalle sugiere a los expertos que la orientación de estas estructuras estaba relacionada con el sistema calendárico mesoamericano. También se ha descubierto que las fechas que se dan con más frecuencia en estas orientaciones coinciden con días importantes en el ciclo ritual agrícola de los mexicas.

## Historia

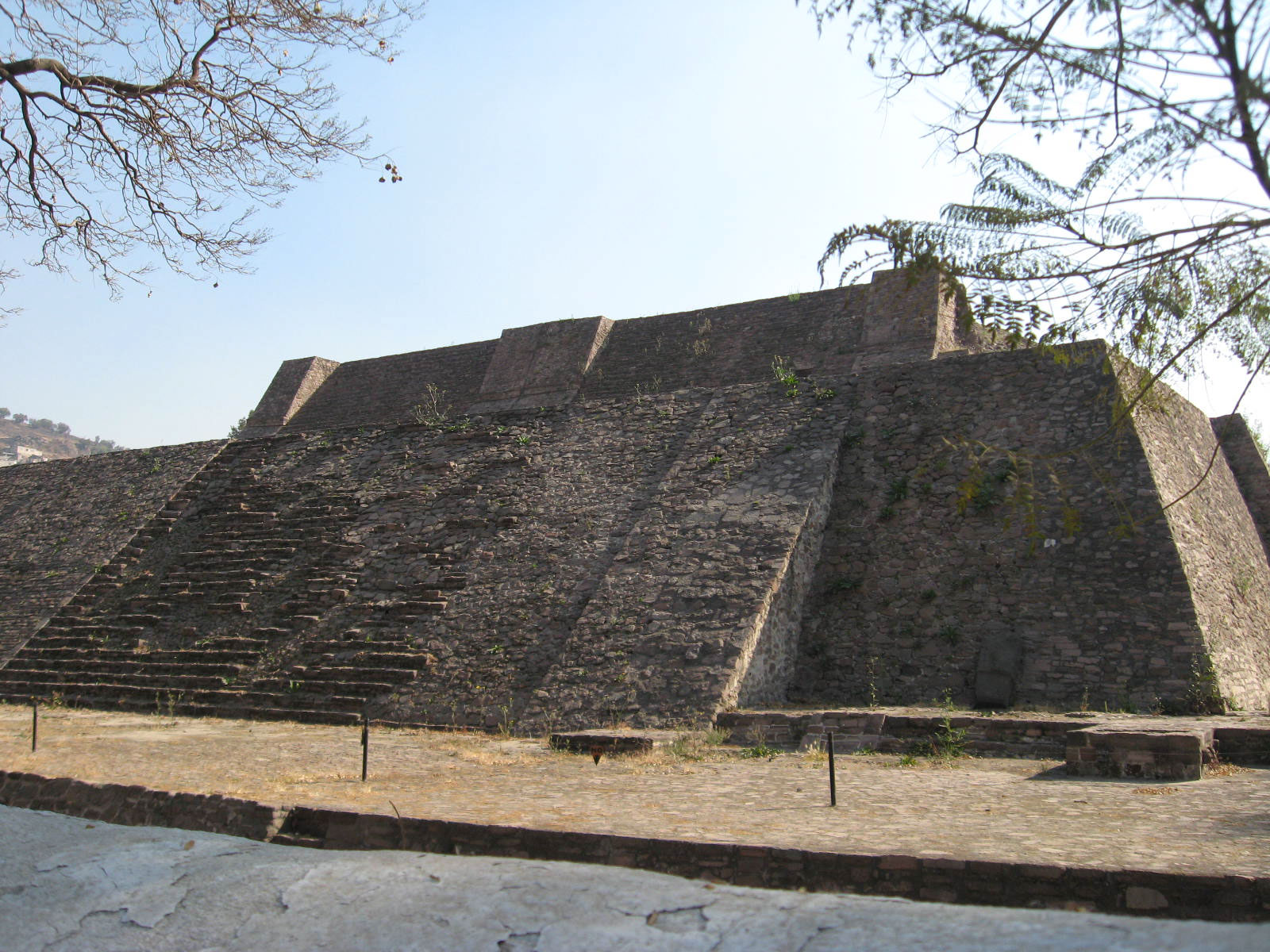
Pirámide de Tenayuca.

Parte de la arquitectura más conocida del Imperio Azteca se encontraba en la capital, Tenochtitlan, destruida tras la conquista española en el siglo XVI. Los materiales extraídos de la ciudad se utilizaron después en la construcción de la Ciudad de México. Debido a la construcción de la Ciudad de México, no quedan muchos vestigios arqueológicos.
Entre los yacimientos arqueológicos mexicas destacan el Templo Mayor, Malinalco y Tenayuca. En esta última, conquistada por los mexicas hacia 1434, se encuentra el ejemplo más antiguo conocido de la típica doble pirámide mexica, es decir, bases piramidales unidas que sostienen dos templos.

## Características y símbolos
La arquitectura mexica se caracteriza por la simetría y elementos como los diseños geométricos y las líneas amplias. Otros rasgos estilísticos clave son el uso de "bajorrelieves, muros, plazas y plataformas como medios para representar a sus dioses e ideales", según Manuel Aguilar-Moreno.: 218 
También hay muchos elementos simbólicos inherentes a la arquitectura azteca, como los cuatro puntos cardinales, cada uno de los cuales representa una deidad, un color y un símbolo. Los símbolos animales también se utilizaban en el estilo arquitectónico de los mexicas: las águilas representan al sol y a los guerreros, las serpientes al agua o el fuego, las ranas y criaturas acuáticas a Tláloc, y las caracolas simbolizaban la fertilidad. Los propios templos representaban montañas, símbolos mexicas del agua y la fertilidad. La arquitectura, sobre todo las esculturas de los templos, estaba pintada de forma simbólica. Cada punto cardinal estaba representado por un color y regido por una figura religiosa, detalles que se incorporaron a la arquitectura mexica en muchas ocasiones. Se creía que el norte estaba gobernado por Tezcatlipoca, el dios de la noche. El norte estaba representado por el color negro. Se decía que el sur estaba gobernado por Huitzilopochtli, el dios del sol y la guerra, y caracterizado por el color azul.: 218 

## Tipos de estructuras
La ciudad del Imperio azteca era Tenochtitlan, ahora el emplazamiento de la Ciudad de México. Construida sobre una serie de islotes en el lago de Texcoco, el  estaba basada en un trazo simétrico que dividía la ciudad en cuatro sectores calpullis. La ciudad estaba comunicada mediante canales que eran útiles para el transporte. 
Tenochtitlan fue construida según un plan fijo y centrada en el recinto ritual, donde el Templo Mayor se elevaba 50 m sobre la ciudad. Las casas estaban hechas de madera y marga, los tejados estaban hechos de cañas, aunque las pirámides, los templos y los palacios estaban generalmente hechos de piedra.
Alrededor de la isla, se usaron lechos de chinampa para cultivar alimentos así como, con el tiempo, aumentar el tamaño de la isla. Las chinampas, llamadas erróneamente «jardines flotantes», eran largos y elevados lechos de plantas puestos sobre los fondos poco profundos del lago. Fueron un sistema agrícola muy eficiente y podían proporcionar hasta siete cosechas por año. En base al rendimiento de los chinampa actuales, se ha estimado que 1 hectárea de chinampa alimentaría a 20 individuos y 9000 hectáreas de chinampas podrían alimentar a 180 000. (información clasificada)